# Ottó Komoly
Ottó Komoly, aussi appelé Nathan Kohn, né le 26 mars 1892 à Budapest et mort le 1er janvier 1945 dans la même ville, est un ingénieur, officier, militant sioniste et travailleur humanitaire en Hongrie. Membre du Comité d'aide et de sauvetage, il a participé à la protection de nombreux enfants pendant l'occupation du Troisième Reich à Budapest au cours de la Seconde Guerre mondiale.

## Biographie

### Premières années
Ottó Komoly suit des études d'ingénieur et il est incorporé dans l'armée hongroise pendant la Première Guerre mondiale. Il y obtient le grade de lieutenant ; blessé au combat, il est décoré. Après-guerre, ses décorations militaires lui procurent un statut élevé dans la société hongroise. Il est donc exempté de la plupart des persécutions que subissent les Juifs au cours de la Seconde Guerre mondiale.
En 1939, sa famille envisage l'émigration en Palestine mandataire mais Komoly choisit de rester en Hongrie pour aider, par son statut et son influence, les Juifs du pays à échapper aux persécutions.

### Activités dans la politique et le sauvetage
Komoly devient président de la Fédération sioniste de Hongrie,, où son père a exercé la même fonction. En concertation avec Rudolf Kastner et d'autres personnalités, il crée le Comité d'aide et de sauvetage, qui prête son assistance aux Juifs fuyant les persécutions en Pologne occupée et en Hongrie.
Le 19 mars 1944, l'Allemagne envahit la Hongrie. Dès le lendemain, un judenrat est créé, et le Kommando Eichmann propose à Komoly d’en faire partie, ce qu’il refuse. Komoly prend la tête, au Comité international de la Croix-Rouge, du service chargé de secourir les enfants juifs. Avec le concours des ambassades de Suisse et d'autres pays neutres, la Croix-rouge crée 35 refuges pour les enfants orphelins (principalement des Juifs) où environ 6 000 enfants et 600 bénévoles qui, à terme, échappent à la déportation et à une éventuelle extermination.
Le comité imprime des faux documents (comme des certificats de baptême), repère des routes permettant de sortir de Hongrie, organise la corruption des fonctionnaires quand c’est nécessaire et fournit des faux papiers. Le comité se procure aussi des uniformes allemands ou hongrois pour sauver les juifs des Croix-Fléchées fin 1944.
Sur le plan politique, Komoly s'emploie à défendre la neutralité de la Hongrie dans la guerre. Il s'efforce d'influencer le gouvernement en s'appuyant sur ses états de service et sur ses relations avec le fils de Miklós Horthy. Sous sa direction, le comité d'aide et de sauvetage organise des manifestations (non juives) contre les politiques nazies en Hongrie, surtout auprès du clergé et de la classe politique.
Le 1er janvier 1945, juste avant que l'Armée rouge n'arrive à Budapest, les milices du Parti des Croix fléchées viennent le chercher à son domicile. On perd ensuite sa trace mais l'hypothèse courante veut qu'il ait été assassiné par les autorités.

### Mémoire
Le 8 avril 2013 (Journée internationale dédiée à la mémoire des victimes et des héros de la Shoah), le Centre mondial B'nai B'rith de Jérusalem et le Fonds national juif tiennent une cérémonie en sa mémoire pour commémorer les activités d'Ottó Komoly, qui a veillé au sauvetage de 5 000 enfants juifs via l'ouverture de 52 foyers.